# جولیت، برهنه (فیلم)
جولیت، برهنه (به انگلیسی: Juliet, Naked) فیلمی محصول سال ۲۰۱۸ و به کارگردانی جسی پرتز است. در این فیلم بازیگرانی همچون رز بیرن، ایثن هاک، کریس اودوود، دنیس گوگ، فیل دیویس، مگان دادز و جیمی او یانگ ایفای نقش کرده‌اند.
این فیلم بر پایه رمان جولیت، برهنه ساخته شده‌است.